# Aeroportul Nouméa Magenta
Aeroportul Nouméa Magenta (IATA: GEA, ICAO: NWWM) este un aeroport din Nouméa, South Province⁠(d), Noua Caledonie, Franța ce deservește zona Nouméa. Aeroportul a fost tranzitat în 2022 de 380.557 de pasageri. A fost numit după zona deservită.
Situat la o altitudine de 3 m, aeroportul dispune de o singură pistă.